# Filme rosa
Filme rosa (ピンク映画, Pinku eiga ou Pink eiga), em seu sentido mais amplo, inclui quase todo filme cinematográfico japonês que apresente nudez (daí 'rosa') ou lide com conteúdo sexual. Isso abrange tudo, desde dramas a filmes de ação e filmes apelativos.
No entanto, alguns escritores reservaram o termo 'filme rosa' para filmes de sexo japoneses produzidos e distribuídos por estúdios independentes menores, como OP Eiga, Shintōhō Eiga, Kokuei e Xces. Nesse sentido mais restrito, a série Roman Porno da Nikkatsu, a série Pinky Violence da Toei e os filmes Tokatsu distribuídos pela Shochiku não seriam incluídos, pois esses estúdios possuem redes de distribuição muito maiores.
Até o início dos anos 2000, eles foram filmados quase exclusivamente em filmes de 35 mm. Recentemente, os cineastas têm usado cada vez mais o vídeo (mantendo sua ênfase na narrativa de núcleo mole). Muitos cinemas trocaram 35 mm por projetores de vídeo e começaram a confiar em vídeos antigos para atender à demanda de exibições com três recursos. Este artigo coloca o filme rosa no contexto maior do cinema erótico do pós-guerra.
Os filmes rosa tornaram-se muito populares em meados dos anos 60 e dominaram o cinema doméstico japonês em meados dos anos 80. Na década de 1960, os filmes rosa eram em grande parte  produto de pequenos estúdios independentes. Por volta de 1970, o grande estúdio Nikkatsu começou a focar quase exclusivamente em conteúdo erótico, mas a Toei, outra grande produtora de filmes, começou a produzir uma linha do que passou a ser conhecido como filmes Pinky Violence. Com acesso a valores e talentos de produção mais altos, alguns desses filmes se tornaram sucessos de crítica e de público. Embora o surgimento do vídeo adulto tenha levado os espectadores a se afastarem do filme rosa na década de 1980,filmes desse gênero ainda estão sendo produzidos.

## Descrição
As eroduções são as mais brandas do softcore, e apesar de haver muito mamário e nádegas, apesar de haver simulações de relações sexuais, nenhuma das partes de trabalho é mostrada. De fato, um pêlo pubiano quebra um código não escrito mas observado de perto. O último problema é resolvido raspando as atrizes, o maior permanece: como estimular quando os meios estão faltando ".
- Donald Richie (1972) 
 O "filme rosa", ou "erodução" (produção erótica), como foi chamado pela primeira vez, é um gênero cinematográfico sem um equivalente exato no Ocidente. Embora chamados de pornografia, os termos "erótica", "pornô suave" e "exploração sexual" foram sugeridos como mais apropriados, embora nenhum deles corresponda exatamente ao gênero do filme rosa.
O conselho de ética do cinema japonês Eirin há muito tempo impõe a proibição da exibição de órgãos genitais e pelos pubianos. Essa restrição forçou os cineastas japoneses a desenvolver meios, às vezes elaborados, de evitar mostrar as "partes do trabalho", como coloca o autor Donald Richie. Para contornar essa censura, a maioria dos diretores japoneses posicionou adereços - lâmpadas, velas, garrafas etc. - em locais estratégicos para bloquear as partes do corpo proibidas. Quando isso não foi feito, as técnicas alternativas mais comuns são o embaralhamento digital, cobrindo a área proibida com uma caixa preta ou uma mancha branca difusa, conhecida como mosaico ou " neblina".
Alguns alegam que é essa censura que confere ao cinema erótico japonês seu estilo particular. Donald Richie diz: "A pornografia americana é mantida para sempre em seu nível elementar, porque, mostrando tudo, não precisa fazer mais nada; as eroduções japonesas precisam fazer outra coisa, pois não podem mostrar tudo. O impulso estultificado criou algumas obras de arte extraordinárias poucos filmes entre eles. Nenhum desses, no entanto, é encontrado entre eroduções ". Richie está fazendo uma distinção entre os filmes eróticos dos principais estúdios, como Nikkatsu e Toei, e os filmes rosas de baixo orçamento produzidos por independentes como OP Eiga.
Ao contrastar o filme rosa com os filmes pornográficos ocidentais, Pia Harritz diz: "O que realmente se destaca é a capacidade do pinku eiga de envolver o espectador em mais do que apenas cenas com close-ups dos órgãos genitais e, finalmente, a complexidade na representação de gênero e o gênero. mente humana."
Richie e Harritz enumeram os elementos fundamentais da fórmula do filme rosa como:
1. O filme deve ter uma cota mínima exigida de cenas de sexo[12]
2. O filme deve ter aproximadamente uma hora de duração[13]
3. Deve ser filmado em 16   mm ou 35   mm em uma semana[14]
4. O filme deve ser feito com um orçamento muito limitado[15]

## História

### Contexto
Nos anos desde o final da Segunda Guerra Mundial, o erotismo foi gradualmente chegando ao cinema japonês. O primeiro beijo a ser visto no cinema japonês - discretamente semi-escondido por um guarda-chuva - causou sensação nacional em 1946. Embora, durante toda a década de 1940 e início da década de 1950, a nudez nos cinemas japoneses, como na maior parte do mundo, tenha sido uma tabu, alguns filmes de meados da década de 50, como os filmes femininos de Shintoho, estrelando Michiko Maeda, começaram a mostrar mais carne do que se imaginava no cinema japonês. Durante o mesmo período, os filmes de taiyozoku na "Sun Tribe" da adolescência, como Crazed Fruit (1956), de Kō Nakahira, introduziram franquias sexuais sem precedentes nos filmes japoneses.
Filmes estrangeiros da época, como Verão com Monika (1953) de Ingmar Bergman, Amants de Louis Malle (1958) e Immoral Mr. Teas de Russ Meyer (1959) introduziram a nudez feminina no cinema internacional e foram importados para o Japão sem problemas. No entanto, até o início da década de 1960, representações gráficas de nudez e sexo no cinema japonês só podiam ser vistas em "filmes de veado" de bobina única, feitos por produtores de filmes como os retratados no filme de Imamura, The Pornographers (1966).

### Primeira onda (A "Era da Competição", 1962-1971)
A primeira onda do filme rosa no Japão foi contemporânea com os gêneros de filmes de exploração sexual americanos similares, os "nudie-cuties" e "roughies". Nudez e sexo entraram oficialmente no cinema japonês com a controversa e popular produção independente de Satoru Kobayashi, Flesh Market (Nikutai no Ichiba, 1962), que é considerado o primeiro filme rosa verdadeiro. Feito para 8 milhões de ienes, o longa-metragem independente de Kobayashi recebeu mais de 100 milhões de ienes. Kobayashi permaneceu ativo na direção de filmes cor de rosa até os anos 90. Tamaki Katori, a estrela do filme, tornou-se uma das principais estrelas do cinema rosa, aparecendo em mais de 600, e ganhando o título de "Princesa Rosa".
Em 1964, Maverick Kabuki, diretor de cinema e cinema Tetsuji Takechi dirigiu Daydream, um filme de grande orçamento distribuído pelo grande estúdio Shochiku. O filme Black Snow de Takechi (1965) resultou na prisão do diretor por acusações de obscenidade e em um julgamento de alto nível, que se tornou uma grande batalha entre os intelectuais japoneses e o establishment. Takechi venceu a ação e a publicidade em torno do julgamento ajudou a provocar um boom na produção de filmes cor de rosa.
Em sua introdução à Enciclopédia Japonesa de Cinema: The Sex Films, de Weisser, a atriz Naomi Tani chama esse período de produção de filme rosa "A Era da Competição". Embora os principais estúdios do Japão, como Nikkatsu e Shochiku, tenham ocasionado incursões eróticas na década de 1960, como Gate of Flesh (1964), do diretor Seijun Suzuki (1964) - o primeiro filme japonês mainstream a conter nudez, a maioria de filmes eróticos foram feitos pelos independentes. Estúdios independentes como Nihon Cinema e World Eiga fizeram dezenas de "erosões" baratas e lucrativas. Entre os estúdios independentes mais influentes que produzem filmes rosas nessa época estavam Shintōhō Eiga (o segundo estúdio a usar esse nome), Million Film, Kantō e Ōkura. Normalmente exibidos em um programa de três filmes, esses filmes foram feitos por essas empresas para exibição em sua própria cadeia de cinemas especializados.
Outro grande estúdio de cinema-de-rosa, o Wakamatsu Studios, foi formado pelo diretor Kōji Wakamatsu em 1965, depois de deixar o Nikkatsu. Conhecido como "O Padrinho Rosa", e chamado "o diretor mais importante a surgir no gênero de filmes cor de rosa", as produções independentes de Wakamatsu são obras criticamente respeitadas, geralmente relacionadas a sexo e violência extrema, misturadas a mensagens políticas. Seus primeiros filmes controversos que lidam com misoginia e sadismo são The Embryo Hunts In Secret (1966), Violated Angels (1967) e Go, Go Second Time Virgin (1969).
Três outros importantes cineastas cor de rosa da época, Kan Mukai, Kin'ya Ogawa e Shin'ya Yamamoto são conhecidos como "Os Heróis da Primeira Onda". Em 1965, no mesmo ano em que Wakamatsu se tornou independente, os diretores Kan Mukai e Giichi Nishihara fundaram suas próprias produtoras - Mukai Productions e Aoi Eiga.
A "primeira rainha dos filmes de sexo japoneses" foi Noriko Tatsumi, que fez filmes no World Eiga e Nihon Cinema com o diretor Kōji Seki. Outras rainhas sexuais importantes da primeira onda de filmes rosas incluíram Setsuko Ogawa, Mari Iwai, Keiko Kayama, e Miki Hayashi. Outras estrelas de cinema rosa da época incluem Tamaki Katori, que apareceu em muitos filmes de Giichi Nishihara e Kōji Wakamatsu; Kemi Ichiboshi, cuja especialidade era o papel de inocente violado; e Mari Nagisa. Estrelas mais jovens como Naomi Tani e Kazuko Shirakawa estavam começando suas carreiras e já estavam se destacando na indústria cinematográfica rosa, mas hoje são mais lembradas por seu trabalho com Nikkatsu nos anos 1970.

### Toei Pinky Violence
Até o final da década de 1960, o mercado de "filmes cor de rosa" era quase inteiramente domínio de empresas independentes de baixo orçamento. No início dos anos 70, agora perdendo seu público para a televisão e importando filmes americanos, os principais estúdios de cinema do Japão estavam lutando pela sobrevivência. Em 1972, Richie relatou: "No Japão, a erosão é o único tipo de imagem que mantém um patrocínio garantido". Para aproveitar esse público lucrativo, o grande estúdio Toei entrou no mercado de exploração sexual em 1971. Em filmes como sua série ero-guro e a série Joys of Torture, do final da década de 1960, o diretor Teruo Ishii forneceu um modelo para os empreendimentos de exploração sexual de Toei "estabelecendo uma mistura enjoada de comédia e tortura". produtor Kanji Amao projetou um grupo de séries - shigeki rosen (linha sensacional), ijoseiai rosen (linha anormal) e harenchi rosen (linha vergonhosa ), hoje coletivamente chamadas de "Pinky Violence" de Toei. A maioria dos filmes de Toei nesse estilo usava erotismo em conjunto com histórias violentas e cheias de ação. Vários desses filmes têm o tema de mulheres fortes exigindo vingança violenta por injustiças passadas. A série foi lançada com os filmes Delinquent Girl Boss (Zubeko Bancho), estrelados por Reiko Oshida. Outras séries do gênero Pinky Violence incluíram os filmes Girl Boss (Sukeban), de Norifumi Suzuki, e os filmes da Escola Secundária das Meninas Terrificantes, ambos estrelados por Reiko Ike e Miki Sugimoto.
Outros exemplos dos filmes de Toei nesse gênero incluem a série Sasori (Scorpion), de Shunya Ito, com mulheres prisioneiras baseados no mangá de Toru Shinohara. Começando com Female Convict #701: Scorpion (1972), a série Scorpion estrelou Meiko Kaji, que havia deixado o Nikkatsu Studios para se distanciar da série Roman Porno. Toei também estabeleceu o padrão para filmes de nunsploitation (um subgênero importado da Itália) com a aclamada Escola da Besta Sagrada (1974), dirigida por Norifumi Suzuki. Toei também produziu uma série inteira de imagens eróticas de samurais, como Bohachi Bushido: Clã dos Oito Esquecidos (Bōhachi Bushidō: Poruno Jidaigeki) (1973).

### Nikkatsu Roman Porno
Em 1971, Takashi Itamochi, presidente do Nikkatsu, o maior estúdio de cinema do Japão, decidiu interromper o envolvimento de sua própria empresa com filmes de ação e começar a fazer filmes de exploração sexual. Como Toei, Nikkatsu havia feito alguns filmes anteriores no mercado de exploração sexual, como Story of Heresy em Meiji Era (1968) e Tokyo Bathhouse (1968), que apresentava mais de 30 estrelas de filmes de sexo em aparições. Nikkatsu lançou sua série Roman Porno em novembro de 1971 com Apartment Wife: Affair In the Afternoon, estrelado por Kazuko Shirakawa. O filme se tornou um grande sucesso, inspirou 20 sequências em sete anos, estabeleceu Shirakawa como a primeira "rainha" de Nikkatsu e lançou com sucesso a série pornô romana de alto perfil. O diretor Masaru Konuma diz que o processo de fazer Roman Porno foi o mesmo de fazer um filme rosa, exceto pelo orçamento mais alto. Nikkatsu fez esses filmes rosas de alta qualidade quase exclusivamente, a uma taxa média de três por mês, pelos próximos 17 anos.
Nikkatsu deu aos diretores de filmes romanos uma grande liberdade artística na criação de seus filmes, desde que atingissem a cota mínima oficial de quatro cenas de nudez ou sexo por hora. O resultado foi uma série popular entre o público e os críticos. Um ou dois Roman Pornos apareciam nas dez melhores listas de críticos japoneses todos os anos ao longo da série. Os filmes sexuais de alta qualidade da Nikkatsu levaram o mercado de filmes cor de rosa para longe dos estúdios menores e independentes até meados da década de 1980, quando vídeos adultos começaram a atrair grande parte da clientela do filme.
Tatsumi Kumashiro foi um dos principais diretores do Porno Romano. Kumashiro dirigiu uma série de hits financeiros e críticos sem precedentes na história cinematográfica japonesa, incluindo Ichijo's Wet Desire (1972) and Woman with Red Hair (1979), starring Junko Miyashita. Ele ficou conhecido como o "Rei do Roman Porno de Nikkatsu" Noboru Tanaka, diretor de A Woman Called Sada Abe (1975), hoje é considerado por muitos críticos o melhor dos diretores de Roman Porno de Nikkatsu.  
O subgênero S&M do Roman Porno foi criado em 1974, quando o estúdio contratou Naomi Tani para estrelar Flower and Snake (baseado em um romance de Oniroku Dan), e Wife to Sacrificed, ambos dirigidos por Masaru Konuma. A imensa popularidade de Tani a estabeleceu como a terceira rainha pornô romana de Nikkatsu e a primeira de suas rainhas de S&M. Outros subgêneros do filme rosa desenvolvidos sob a linha Roman Porno incluem "Violent Pink", criado em 1976 pelo diretor Yasuharu Hasebe.

### Década de 1980
Quando a propriedade dos videocassetes se espalhou pela primeira vez no início dos anos 80, os vídeos para adultos apareceram e rapidamente se tornaram muito populares. Desde 1982, os AVs já haviam atingido uma participação aproximadamente igual no mercado de entretenimento adulto com filmes eróticos teatrais. Em 1984, novas políticas de censura do governo e um acordo entre Eirin (o conselho japonês de classificação de filmes) e as empresas de filmes cor-de-rosa aumentaram as dificuldades de Nikkatsu ao colocar novas restrições drásticas nos filmes teatrais. Os lucros do cinema rosa nos teatros caíram 36% em um mês após a nova decisão. Eirin sofreu um duro golpe na indústria de filmes cor de rosa em 1988, introduzindo requisitos mais rígidos para filmes teatrais relacionados ao sexo. Nikkatsu respondeu interrompendo a sua linha de Porno Romano. Bed Partner (1988) foi o filme final da venerável série Roman Porno de 17 anos. Nikkatsu continuou a distribuir filmes sob o nome Ropponica, e filmes cor-de-rosa pela Excess Films, no entanto, esses filmes não eram tão populares ou respeitados pela crítica como a série Roman Porno era em seu auge. No final da década de 1980, os vídeos para adultos se tornaram a principal forma de entretenimento cinematográfico para adultos no Japão.
Os diretores dominantes dos filmes cor de rosa dos anos 80, Genji Nakamura, Banmei Takahashi e Mamoru Watanabe são conhecidos coletivamente como "Os Três Pilares do Rosa". Todos os três eram veteranos da indústria de filmes cor de rosa desde os anos 1960. Com destaque na década de 1980, época em que o filme pornô teatral enfrentava dificuldades consideráveis em várias frentes, esse grupo é conhecido por elevar o filme rosa acima de suas origens baixas, concentrando-se na requinte técnico e no conteúdo narrativo. Alguns críticos apelidaram o estilo de seus filmes de "arte rosa".
Quando Nakamura entrou para o Nikkatsu em 1983, ele já havia dirigido mais de 100 filmes. Embora as tramas de seus filmes, que poderiam ser extremamente misóginas, não fossem altamente respeitadas, seu estilo visual lhe rendeu uma reputação de "sensibilidade erótica". Nakamura dirigiu um dos primeiros filmes bem distribuídos e bem recebidos do Japão com um tema homossexual, Legend of the Big Penis: Beautiful Mystery (1983), para a ENK Productions de Nikkatsu, fundada em 1983 para focar em filmes rosas que tratam da homossexualidade. Alguns dos filmes rosas posteriores de Nakamura foram dirigidos em colaboração com Ryūichi Hiroki e Hitoshi Ishikawa, sob o pseudônimo de grupo Go Ijuin.
Banmei Takahashi dirigiu pinku eiga "intrincada e altamente estilística", incluindo New World of Love (1994), o primeiro filme teatral japonês a exibir órgãos genitais. Outro diretor de culto proeminente dessa época, Kazuo "Gaira" Komizu, é conhecido por seus filmes de "splatter-eros", influenciados por Herschell Gordon Lewis, que fazem a ponte entre os gêneros de horror e erotismo.

### Década de 1990
Nikkatsu, o maior produtor de filmes cor- de- rosa do Japão nas décadas de 1970 e 1980, entrou com pedido de falência em 1993. No entanto, mesmo neste período mais difícil para o filme cor de rosa, o gênero nunca desapareceu completamente e continuou a explorar novos domínios artísticos. De fato, nessa época, o filme rosa era visto como um dos últimos refúgios do "autor" no Japão. Desde que o diretor fornecesse o número necessário de cenas de sexo, ele estava livre para explorar seus próprios interesses temáticos e artísticos.
Três dos mais proeminentes cineastas cor-de-rosa dos anos 90, Kazuhiro Sano, Toshiki Satō e Takahisa Zeze fizeram sua estréia na direção em 1989. Um quarto, Hisayasu Satō, estreou em 1985. Chegando à proeminência durante um dos momentos mais precários do cinema. Em filmes cor de rosa, esses diretores trabalharam sob a premissa de que cada filme poderia ser o último e, em grande parte, ignoraram seu público para se concentrarem em temas experimentais intensamente pessoais. Esses diretores chegaram a quebrar uma das regras fundamentais da rosa, cortando as cenas de sexo em busca de suas próprias preocupações artísticas. Seus filmes foram considerados "difíceis" - sombrios, complexos e amplamente impopulares com o público rosa mais velho. O título "Four Heavenly Kings of Pink" (ピンク四天王, pinku shitenno)  foi aplicada a esses diretores, a princípio sarcasticamente, por donos de teatro descontentes. Por outro lado, Roland Domenig, em seu ensaio sobre o filme rosa, diz que o trabalho deles oferece "um contraste refrescante aos filmes estereotipados e de fórmula que compõem a maior parte da produção de eiga rosa e são fortemente influenciados pela noção de o cineasta como autor".

### Filme rosahoje
O mais novo grupo proeminente de sete diretores de filmes rosas começou como assistente de direção do shitenno. Seus filmes exibem estilos individualistas e caráter introspectivo, indicativos da insegurança da geração pós-bolha do Japão. Conhecidos juntos como os "Seven Lucky Gods of Pink" (ピンク七福神, pinku shichifukujin)  são Toshiya Ueno, Shinji Imaoka, Yoshitaka Kamata, Toshiro Enomoto, Yuji Tajiri, Mitsuru Meike e Rei Sakamoto. Ueno foi o primeiro diretor deste grupo a ganhar destaque, atuando como "guarda avançada" do grupo quando seu filme Keep on Masturbating: Non-Stop Pleasure (1994) ganhou o prêmio de "Melhor Filme" no Pink Grand Prix. Fundado em 1989, o Pink Grand Prix se tornou um destaque anual para a comunidade de filmes rosas, premiando a excelência no gênero e exibindo os melhores filmes.
Os anos 2000 viram um crescimento significativo do interesse internacional no filme rosa. The Glamorous Life of Sachiko Hanai (2003), do diretor Mitsuru Meike, impressionou os festivais internacionais de cinema e ganhou elogios da crítica. Um planejado festival anual de cinema rosa "somente para mulheres" foi realizado pela primeira vez na Coreia do Sul em 2007 e novamente em novembro de 2008. Em 2008, uma empresa chamada Pink Eiga, Inc. foi formada com o único objetivo de lançar filmes rosa em DVD nos Estados Unidos.

## Diretores
Enquanto alguns diretores usaram filmes rosas como ponto de partida para suas carreiras, outros trabalham exclusivamente com o gênero. Alguns diretores notáveis de filmes cor de rosa incluem:
- Masao Adachi
- Tarō Araki
- Sachi Hamano
- Yasuharu Hasebe
- Ryuichi Hiroki
- Toshiharu Ikeda
- Yutaka Ikejima
- Shinji Imaoka
- Takashi Ishii
- Teruo Ishii
- Shunya Itō
- Yoshikazu Katō
- Satoru Kobayashi
- Kazuo "Gaira" Komizu
- Masaru Konuma
- Minoru Kunizawa
- Kiyoshi Kurosawa
- Tatsumi Kumashiro
- Mitsuru Meike
- Yoshimitsu Morita
- Kan Mukai
- Giichi Nishihara
- Shōgorō Nishimura
- Kōyū Ohara
- Kazuhiro Sano
- Hisayasu Satō
- Toshiki Satō
- Kōji Seki
- Kazuyoshi Sekine
- Chūsei Sone
- Masayuki Suo
- Norifumi Suzuki
- Yūji Tajiri
- Banmei Takahashi
- Tetsuji Takechi
- Tetsuya Takehora
- Yōjirō Takita
- Rumi Tama
- Noboru Tanaka
- Naoyuki Tomomatsu
- Toshiya Ueno
- Kōji Wakamatsu
- Mamoru Watanabe
- Yumi Yoshiyuki
- Takahisa Zeze}}

## Atrizes
Algumas atrizes notáveis do pinku eiga incluem:
- Izumi Aki
- Minami Aoyama
- Asami
- Mayu Asada
- Lemon Hanazawa
- Yumika Hayashi
- Hotaru Hazuki
- Rinako Hirasawa
- Reiko Ike
- Kiyomi Itō
- Sakurako Kaoru
- Tamaki Katori
- Kyōko Kazama
- Maiko Kazama
- Konatsu
- Megumi Makihara
- Junko Miyashita
- Reiko Oshida
- Motoko Sasaki
- Kazuko Shirakawa
- Miki Sugimoto
- Rumi Tama
- Naomi Tani
- Noriko Tatsumi
- Yumi Yoshiyuki}}

## Filmesrosasnotáveis e gêneros relacionados

### Filmes rosas
- Flesh Market (Kobayashi, 1962)
- Daydream (Tetsuji Takechi, 1964)
- The Embryo Hunts In Secret (Koji Wakamatsu, 1966)
- Violated Angels (Wakamatsu, 1967)
- Inflatable Sex Doll of the Wastelands (Yamatoya, 1967)
- Slave Widow (Noriko Tatsumi, 1967)
- Go, Go Second Time Virgin (Wakamatsu, 1969)
- Sexy Battle Girls (1986)
- S&M Hunter (Shuji Kataoka, 1986), série de cinco filmes
- Tokyo Decadence (Ryu Murakami, 1992)
- The Glamorous Life of Sachiko Hanai (Meike, 2003)
- Ambíguo (Ueno, 2003)
- Uncle's Paradise (Imaoka, 2006)

### Nikkatsu "Roman Porno"
- Apartment Wife: Affair In the Afternoon (Nishimura, 1971)
- Ichijo's Wet Desire (Kumashiro, 1972)
- Flower and Snake (Konuma, 1974)
- Wife to be Sacrificed (Konuma, 1974)
- A Woman Called Sada Abe (Tanaka, 1975)
- Cloistered Nun: Runa's Confession (Konuma, 1976)
- Watcher in the Attic (Tanaka, 1976)
- Fairy in a Cage (Kōyū Ohara, 1977)
- Rope Hell (Ohara, 1978)
- Rope Cosmetology (Nishimura, 1978)
- Angel Guts (9-film series, 1978–1994)
- Woman with Red Hair (Kumashiro, 1979)

### Toei "Pinky violence"
- Shogun's Joys of Torture (Teruo Ishii, 1968)
- Female Convict 701: Scorpion (Itō, 1972)
- Girl Boss Guerilla (Norifumi Suzuki, 1972)
- Terrifying Girls' High School: Lynch Law Classroom (Norifumi Suzuki, 1973)
- Sex & Fury (Norifumi Suzuki, 1973)
- Female Yakuza Tale: Inquisition and Torture (Teruo Ishii, 1973)
- School of the Holy Beast (Norifumi Suzuki, 1974)
- Zero Woman: Red Handcuffs (Yukio Noda, 1974)
- Deep Throat in Tokyo (Mukai, 1975)

## Prêmios
Os excelentes filmes Pink e seus atores e diretores receberam prêmios da indústria de entretenimento adulto e da comunidade cinematográfica convencional. A seguir, é apresentada uma lista parcial.

### Prêmio Hochi de Cinema
Prêmio de cinema convencional.
1979
- Melhor atriz— Junko Miyashita por The Woman with Red Hair[82]

### Prêmios Kinema Junpo
Prêmio de cinema quinzenal de cinema.
1969
- Melhor Filme Independente - Shinya Yamamoto para Spring of Ecstasy (1968)[83]

1972
- Melhor Diretor e Melhor Roteirista— Tatsumi Kumashiro, para Ichijo's Wet Lust[84]

### Prêmios Nikkatsu
Prêmios internos do estúdio Nikkatsu.
1985
- Melhor Filme - Shinji Somai para Love Hotel[85]

1987
- Melhor filme - Junichi Suzuki para Angel Guts: Red Rope - "Até que eu expire"[86]

### Prêmio Ona-Pet
Prêmio da revista Tabloid pela "garota que você pensa enquanto se masturba". O outro prêmio anual foi dado ao "Tsuma No Mibun", ou "garota com quem você gostaria de se casar".
1976
- Terumi Azuma[87]

### Pink Grand Prix
Hospedado todo mês de abril pela revista PG. Atualmente, a principal cerimônia de premiação do filme rosa. Fundada em 1989, abrange 1988 - presente.
- Veja: Pink Grand Prix

### Pinky Ribbon Awards
Prêmio anual realizado pela revista Pink Link da região de Kansai. 2004-presente.
- Veja: Pinky Ribbon Awards

### Festival de Cinema de Yokohama
Principais prêmios do festival de cinema. 1985
- Melhor novo diretor, Shūsuke Kaneko, para Kōichirō Uno's Wet and Swinging, OL yurizoku 19 sai e Eve-chan-no hime[88][89]

### Zoom-Up Awards
O prêmio de filme rosa do Zoom-Up Film Festival começou em 1980 para filmes lançados no ano anterior. Os prêmios continuaram a pelo menos 1994. Como nenhuma listagem dos prêmios parece estar disponível no momento, as seguintes referências dispersas são os itens que podem ser obtidos na Web.
1º Prêmio Zoom-Up (1980)
- Melhor Filme - Virgin Rope Makeover (少女縄化粧, Shōjo nawa geshō) [91] dirigido por Mamoru Watanabe para Shintōhō Eiga[92]
- Melhor atriz - Mayuko Hino[93]
- Melhor ator coadjuvante - Masayoshi Nogami
- Melhor Atriz Coadjuvante - Naomi Oka[94]
- Melhor diretor— Mamoru Watanabe[95]

2º Prêmio Zoom-Up (1981)
- Melhor Atriz Coadjuvante - Cecile Goda[91]
- Melhor diretor - Genji Nakamura

3º Prêmio Zoom-Up (1982)
- Melhor ator — Shirō Shimomoto[91]
- Melhor ator coadjuvante - Hiroshi Imaizumi
- Melhor Atriz Coadjuvante - Kayoko Sugi
- Melhor diretor — Banmei Takahashi

5º Prêmio Zoom-Up (1984)
- Melhor ator coadjuvante - Makoto Yoshino[91]
- Melhor Diretor - Yōjirō Takita[96][97]

6º Prêmio Zoom-Up (1985) Realizada em Shinjuku, Tóquio, em maio de 1985.
- Melhor ator— Tōru Nakane[99]
- Melhor Diretor - Yōjirō Takita[96][97][98]

7º Prêmio Zoom-Up (1986)
- Melhor ator— Tōru Nakane[99]

8º Prêmio Zoom-Up (1987)
- Melhor ator— Shirō Shimomoto[91]
- Melhor Atriz - Kyōko Hashimoto
- Melhor ator coadjuvante - Yutaka Ikejima
- Melhor Diretor— Motusuga Watanabe

9º Prêmio Zoom-Up (1988)
- Melhor atriz - Kaori Hasegawa[91]
- Melhor ator coadjuvante - Kinkichi Ishibe
- Melhor diretor - Hitoshi Ishikawa[100]
- Melhor novo diretor - Daisuke Goto[101]